# Magnolia sumatrana
Espèce
Statut de conservation UICN

 LC  : Préoccupation mineure
Magnolia sumatrana est une espèce de plantes à fleurs de la famille des Magnoliacées. C'est un arbre originaire d'Indonésie.

## Description
C'est un arbre.

## Répartition et habitat
Cette espèce est originaire d'Indonésie où elle est présente à Java, Sumatra, Sulawesi et dans les petites îles de la Sonde. Elle a été introduite dans le sud de la Chine et au Viêt Nam.

## Liste des espèces et variétés
Selon World Checklist of Selected Plant Families (WCSP) (1er janvier 2014) :
- Magnolia sumatrana (Miq.) Figlar & Noot. (2011)
  - variété Magnolia sumatrana var. glauca (Blume) Figlar & Noot. (2011)
  - variété Magnolia sumatrana var. sumatrana